# Erinnerungsstätte Seefrieden

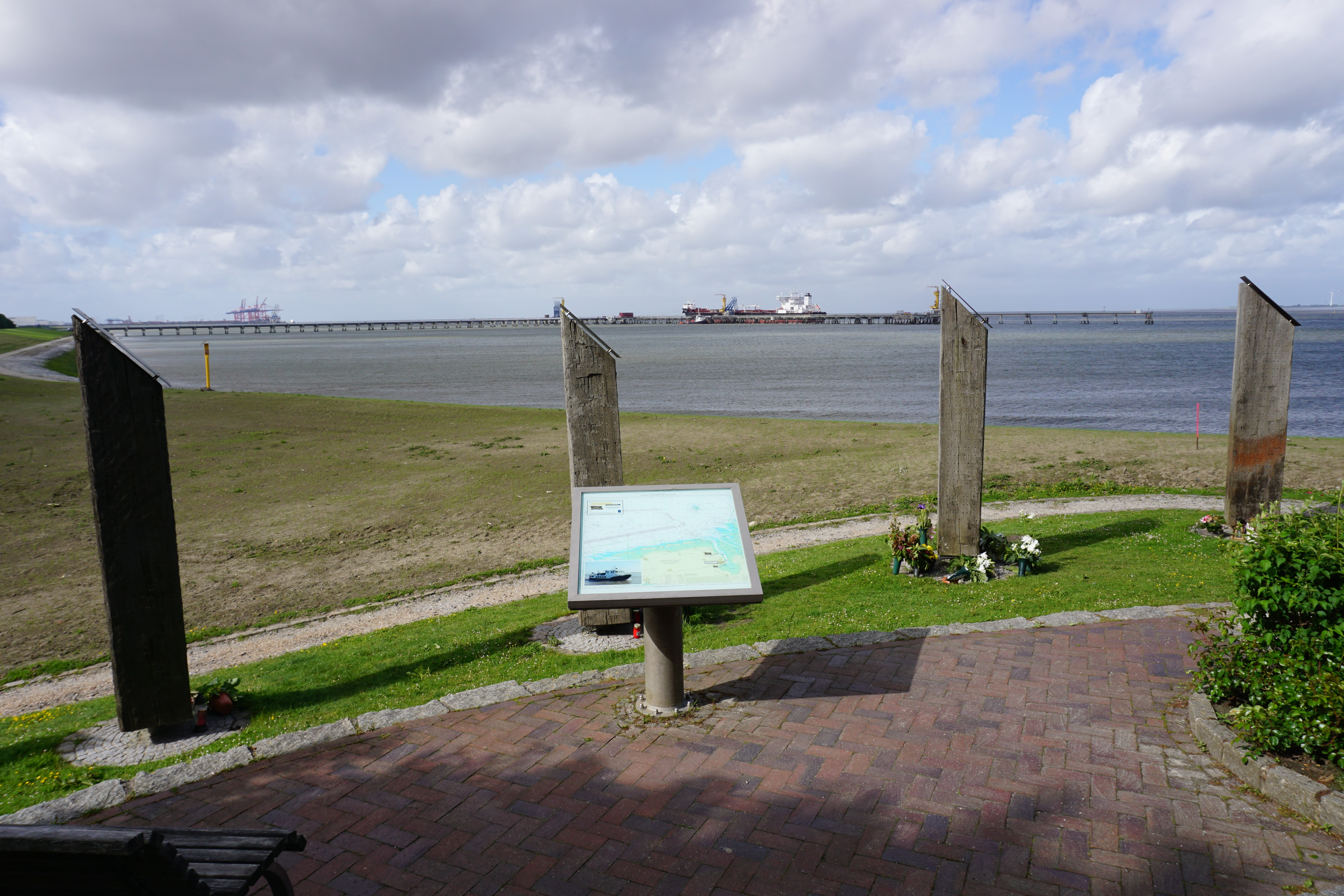
Blick von der Erinnerungsstätte auf die Innenjade

Die Erinnerungsstätte Seefrieden ist eine Gedenkstätte für auf See Bestattete in Wilhelmshaven.
Die Gedenkstätte wurde 2011 als Ort der Ruhe, Begegnung und Erinnerung eröffnet. Sie liegt am Rüstringer Berg im Stadtteil Heppenser Groden mit Blick auf die Innenjade. Aus ehemaligen Dalben sind sechs Holzstelen entstanden, für die Angehörige eine Gedenktafel aus Messing mit dem Namen, Geburts- und Sterbejahr sowie den Bestattungskoordinaten erwerben können. Eine Seekarte ermöglicht die Bestimmung der Beisetzungsposition.